# Kabinett Pétain I

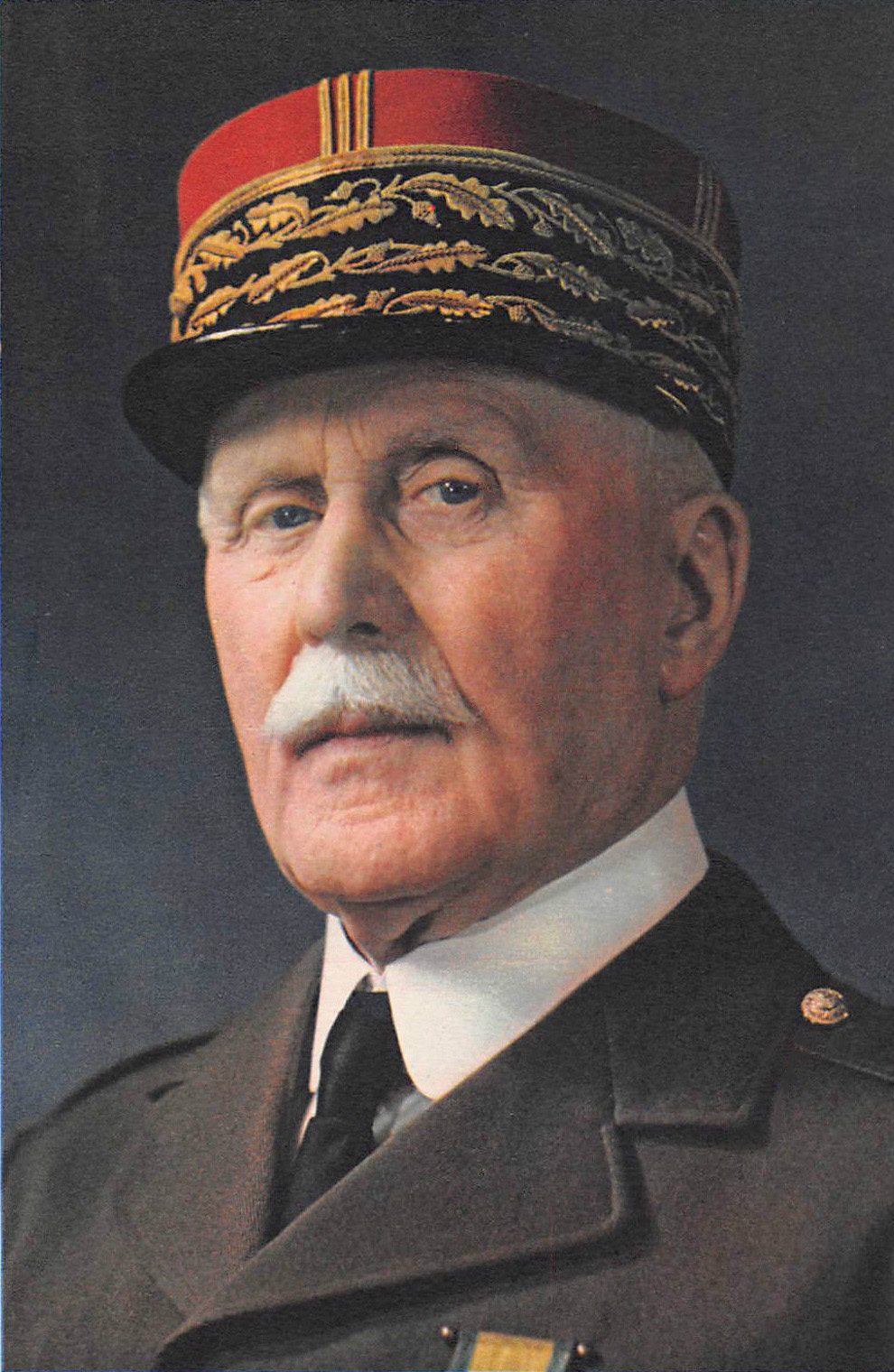
Philippe Pétain

Das Kabinett Pétain I (auch erstes Kabinett Pétain genannt) war eine Regierung der Dritten Französischen Republik. Es wurde am 16. Juni 1940 von Premierminister (Président du Conseil) Philippe Pétain gebildet und löste das Kabinett Reynaud ab. Es blieb bis zum 10. Juli 1940 im Amt. Die Regierung endete durch das Verfassungsgesetz vom 10. Juli 1940 (Loi constitutionnelle du 10 juillet 1940) und durch die Abstimmung über die konstitutionellen Vollmachten für Philippe Pétain (Vote des pleins pouvoirs constituants à Philippe Pétain), die am selben Tag in Vichy durchgeführt wurde.
Dem Kabinett gehörten die Parteien der Union nationale (Allparteienregierung) an: Parti républicain, radical et radical-socialiste (PRRRS), Section française de l’Internationale ouvrière (SFIO), Union socialiste républicaine (URS), Parti Démocrate Populaire (PDP) und Parti social français (PSF).

## Kabinett
Diese Minister bildeten das Kabinett:
- Premierminister: Philippe Pétain
- Vizepräsident: Camille Chautemps
- ab 22. Juni 1940: Pierre Laval
- Ministre d’État: Camille Chautemps (PRRRS)
- Ministre d’État (ab 23. Juni 1940): Adrien Marquet
- Ministre d’État (ab 23. Juni 1940): Pierre Laval
- Außenminister: Paul Baudouin
- Finanz- und Handelsminister: Yves Bouthillier[1]
- Kriegsminister: Louis Colson[2]
- Verteidigungsminister: Maxime Weygand
- Justizminister und Siegelbewahrer: Charles Frémicourt[3]
- Bildungsminister: Albert Rivaud
- Minister des Inneren: Charles Pomaret[4] (USR)
  - ab 27. Juni 1940: Adrien Marquet
- Minister für die Militär- und Handelsmarine: François Darlan
- Minister für Luftfahrt: Bertrand Pujo
- Minister für öffentliche Arbeiten und Information: Ludovic-Oscar Frossard (USR)
- Minister für Landwirtschaft und Lebensmittelversorgung: Albert Chichery[5] (PRRRS)
- Minister für Fernmeldewesen (ab 23. Juni 1940): André Février[6] (SFIO)
- Minister für Kolonien: Albert Rivière[7] (SFIO)
- Minister für Arbeit  und öffentliche Gesundheit: André Février
  - ab 27. Juni 1940: Charles Pomaret
- Minister für Veteranen und die französische Familie: Jean Ybarnégaray (PSF)
- Hochkommissar für französische Propaganda (ab 19. Juni 1940): Jean Prouvost[8]

### Unterstaatssekretäre
Dem Kabinett gehörten folgende Sous-secrétaires d’État an:
- Premierminister: Raphaël Alibert[9]
- Flüchtlingswesen: Robert Schuman (PDP)

## Historische Einordnung
Die Regierung Pétain wurde kurz nach der Besetzung von Paris durch deutsche Truppen gebildet.
Am 17. Juni 1940 erklärte Pétain, dass man versuchen müsse, den Kampf einzustellen („il faut tenter de cesser le combat“). Charles de Gaulle reiste an diesem Tag im Auftrag Paul Reynauds nach London und traf dort auf Winston Churchill. Am 18. Juni antwortete De Gaulle auf Pétain mit seinem Aufruf vom 18. Juni. Am 21. Juni reisten Parlamentarier mit der Massilia nach Nordafrika, um dort den Kampf fortzusetzen; sie wurden bei ihrer Ankunft festgenommen.
Am 22. Juni 1940 unterzeichnete General Charles Huntziger den Waffenstillstand von Compiègne. Frankreich wurde in eine besetzte und eine unbesetzte Zone aufgeteilt. Seine Truppen wurden demobilisiert. Es musste Besatzungskosten zahlen. Die Kriegsgefangenen (1,8 Millionen) wurden nicht freigelassen. Pierre Laval trat in die Regierung ein.
Am 23. Juni 1940 erklärte die britische Regierung, dass sie den Waffenstillstand verurteilt und die französische Regierung in Bordeaux nicht mehr als die eines unabhängigen Landes anerkennt; sie nahm den Plan zur Kenntnis, ein französisches Nationalkomitee für die Fortsetzung des Krieges zu bilden.
Am 24. Juni 1940 schlossen Italien und Frankreich einen Waffenstillstand ab, in dessen Folge Italien einen Teil Frankreichs besetzte. Das Linienschiff Massilia, das am 21. Juni mit 27 Parlamentariern an Bord in Richtung Casablanca gestartet war, kam dort an. Die Parlamentarier, darunter Édouard Daladier und Pierre Mendès France, wollten den Kampf von Nordafrika aus fortsetzen. Sie wurden bei ihrer Ankunft als Deserteure verhaftet.
Die Regierung bezog am 1. Juli 1940 Vichy als neuen Regierungssitz und berief am 2. Juli 1940 das Parlament ein.
Nachdem die britische Regierung mit der Operation Catapult Teile der französischen Marine neutralisiert hatte, bombardierten am 3. Juli britische Verbände den Rest der französischen Flotte in Mers-el-Kébir. Am 4. Juli 1940 brach die französische Regierung die diplomatischen Beziehungen zum Vereinigten Königreich ab.

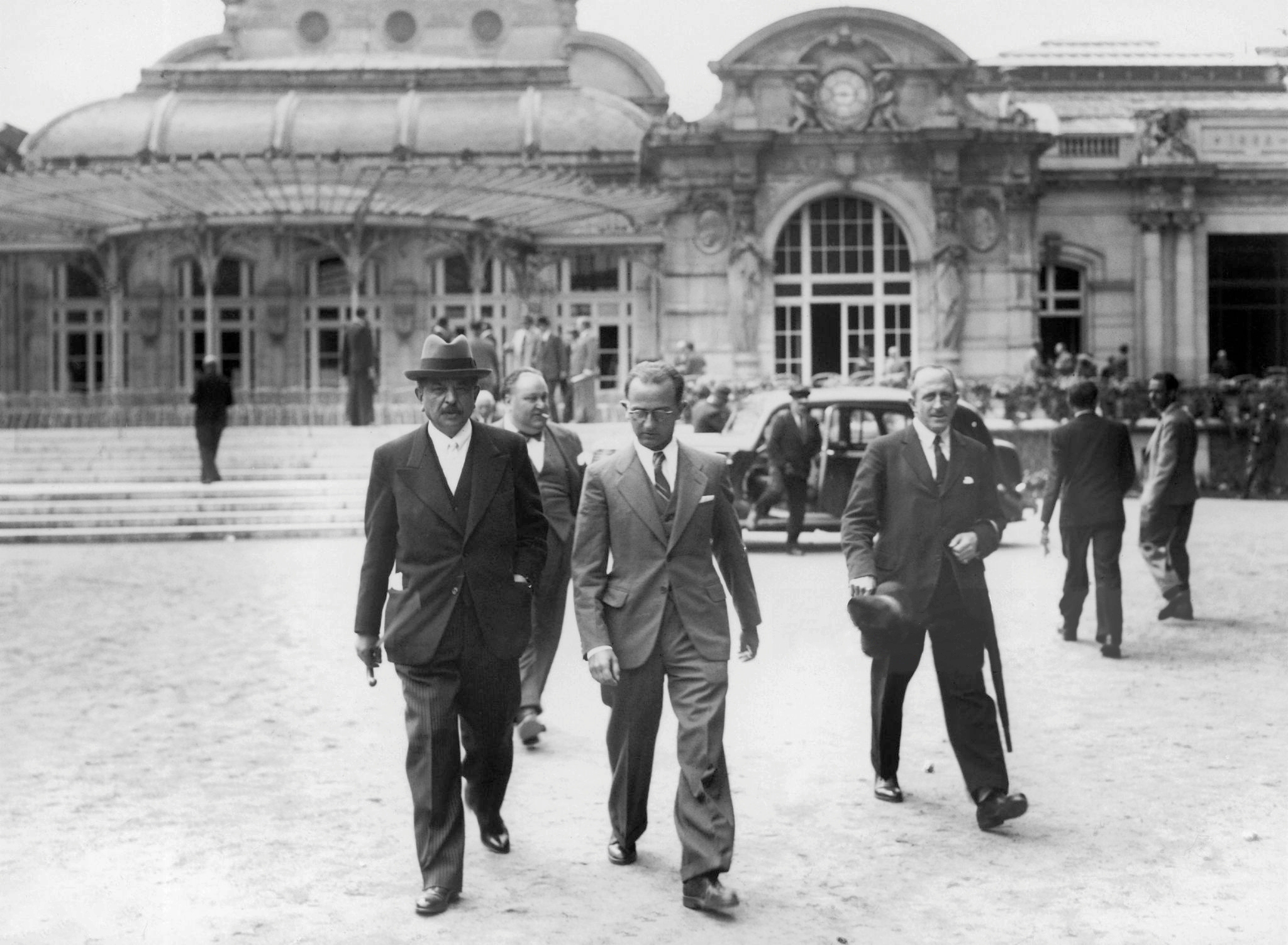
Pierre Laval verlässt das Casino von Vichy am 10. Juli 1940

Mit dem Verfassungsgesetz vom 10. Juli 1940 wurden Marschall Pétain weitreichende Vollmachten ausgestellt und die Dritte Französische Republik beendet. Das Verfassungsgesetz, das von der Nationalversammlung, also gemeinsam von Abgeordnetenkammer und Senat beschlossen wurde, wurde mit 569 gegen 80 Stimmen angenommen.